# Wjatscheslaw Alexejewitsch Saizew
Wjatscheslaw Alexejewitsch Saizew (russisch Вячеслав Алексеевич Зайцев; * 12. November 1952 in Leningrad; † 12. Juni 2023) war ein russischer Volleyballspieler.

## Karriere
Wjatscheslaw Saizew gab im Alter von 16 Jahren sein Debüt in der ersten Mannschaft von Avtomobilist Leningrad. Mit dem Verein gewann er 1983 den sowjetischen Pokal und wurde zweimal Europapokalsieger der Pokalsieger. Nach 18 Jahren in Leningrad wechselte Saizew 1987 ins Ausland und spielte fünf Jahre bei italienischen Vereinen. Seine letzte aktive Saison war 1992/93 in der Schweiz als Spielertrainer bei Pallavolo Lugano.
1971 bestritt Saizew sein erstes Länderspiel für die Sowjetunion. Er wurde zweimal Weltmeister (1978, 1982), zweimal Vizeweltmeister (1974, 1986) und zwischen 1971 und 1985 sieben Mal Europameister. 1976 und 1988 gewann er bei den Olympischen Spielen in Montreal und in Seoul jeweils die Silbermedaille. 1980 wurde er bei den Olympischen Spielen in Moskau Olympiasieger.
Saizews Sohn Ivan Zaytsev ist italienischer Volleyball-Nationalspieler.